# Karpieniec zmienny
Karpieniec zmienny (Cyprinodon variegatus) – gatunek ryby z rodziny karpieńcowatych (Cyprinodontidae).

## Występowanie i biotop
Występuje od północno-wschodnich wybrzeży Stanów Zjednoczonych po Meksyk i Wenezuelę, także w Morzu Karaibskim. Żyje przy mulistym dnie słonych i słodkich wód (w sadzawkach, oczkach wodnych oraz wykopach) do głębokości 2 m.

## Morfologia
Jest to gatunek małej ryby o długości około 5 cm (maksymalnie 9 cm). Ciało krótkie, krępe z pojedynczą płetwą grzbietową. Płetwa ogonowa kwadratowa. Ubarwienie srebrzyste z ciemniejszą przepaską na ogonie. W czasie tarła samce mają barwę jaskrawoniebieską.

## Ekologia i zachowanie
Jajorodny. Tarło odbywa się o dowolnej porze roku – samica może złożyć w kilku partiach do 300 sztuk jaj, których do wylęgu pilnuje samiec. Preferuje ciepły klimat, ale cechuje się odpornością i łatwo się adaptuje. Toleruje znaczą zmienność zasolenia oraz potrafi przetrwać w ciepłej, pozbawionej tlenu wodzie, połykając powietrze.
Odżywia się larwami owadów m.in. komarów, małymi rybami, roślinami, glonami oraz detrytusem. C. variegatus sam pada ofiarą wielu drapieżców w tym innych ryb, żółwi i ptaków. Przed atakiem chroni się pływając w ławicach oraz zagrzebując się w mulistych osadach.